# Dorfkirche Groß Nemerow

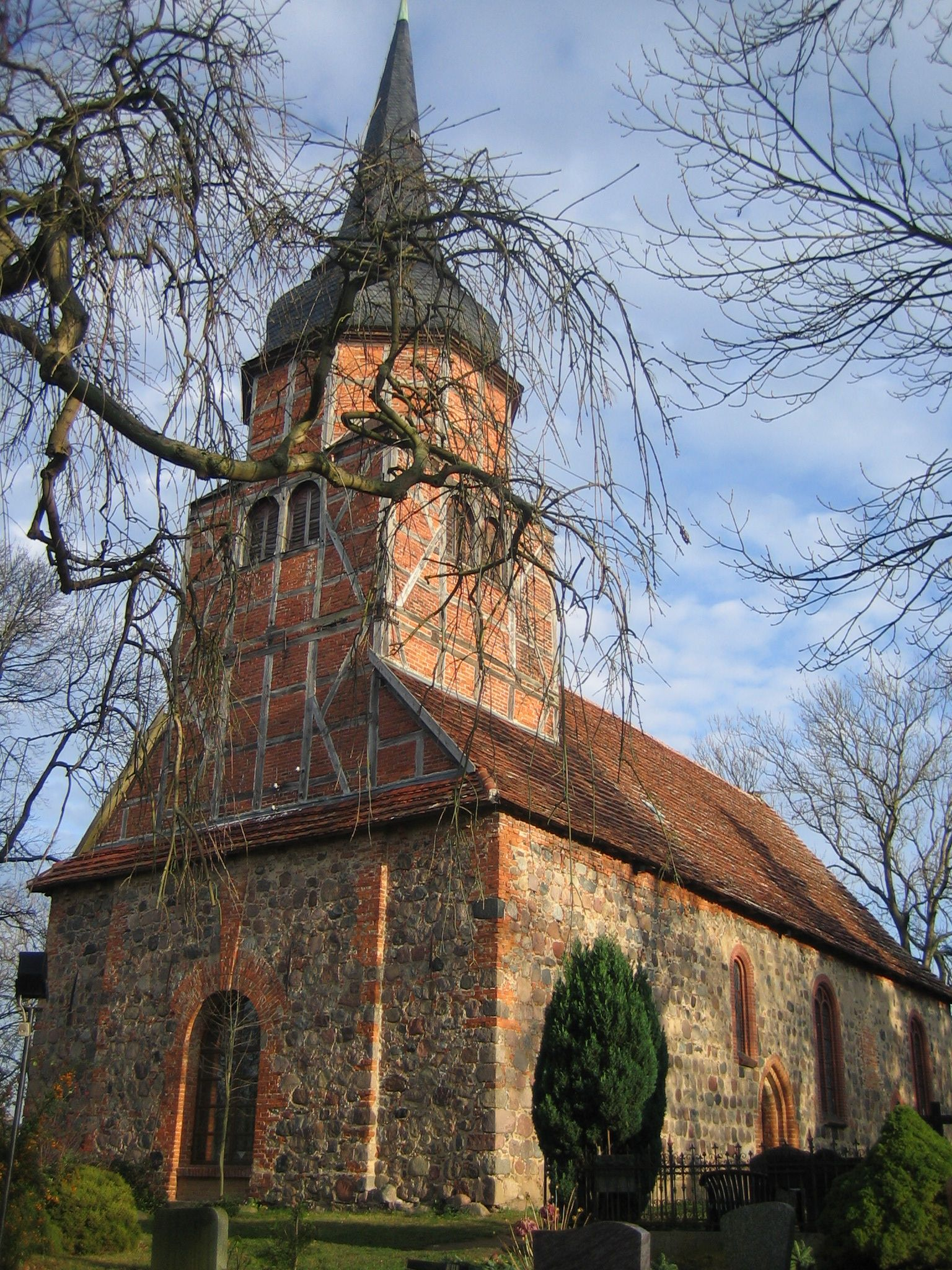
Dorfkirche Groß Nemerow

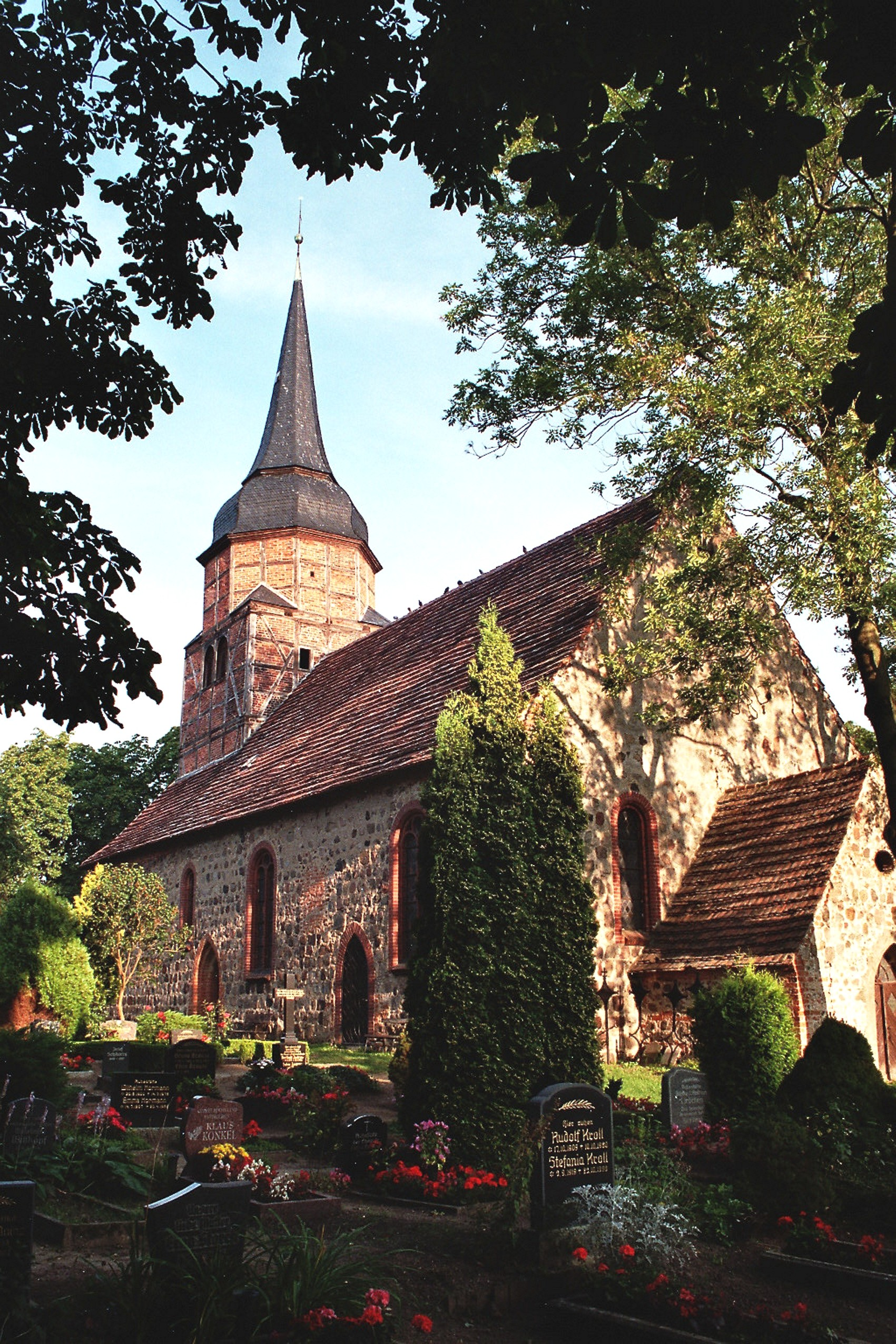
Ansicht von Südost

Die evangelische Dorfkirche Groß Nemerow ist eine frühgotische Saalkirche in Groß Nemerow im Landkreis Mecklenburgische Seenplatte in Mecklenburg-Vorpommern. Sie gehört zur Kirchengemeinde Ballwitz in Propstei Neustrelitz der Evangelisch-Lutherischen Kirche in Norddeutschland (Nordkirche).

## Geschichte und Architektur
Die Kirche ist ein flachgedeckter Feldsteinsaal mit einem querrechteckigen Westturm von gleicher Breite aus dem dritten Viertel des 13. Jahrhunderts; ein teilweise bauzeitlicher, vorgeritzter und gemalter Rundbogenfries findet sich im Traufbereich. Der stattliche Fachwerkaufsatz des Turms stammt von 1750. Die rundbogigen Backsteinfenster wurden vermutlich im 19. Jahrhundert eingebaut. Im Unterteil des Turms wurde eine Winterkirche eingebaut, wobei das Westportal zu einem Fenster umgestaltet wurde.

## Ausstattung
Das Hauptstück der Ausstattung ist ein schlichter zweigeschossiger Altaraufsatz aus der Mitte des 18. Jahrhunderts, im Auszug ist ein Kreuzigungsgemälde zu sehen, in dem Hauptgeschoss ist ein Schnitzaltar mit figurenreicher Kreuzigung um 1520/1530 aus Zachow eingesetzt; in den Flügeln sind Passionsreliefs, außen sind Gemälde von sechs Heiligen erhalten. Die Granittaufe stammt aus der 2. Hälfte des 13. Jahrhunderts und ist mit groben Reliefdarstellungen der Kreuzigung sowie der Köpfe Christi und der Evangelisten versehen. Die schlichte Kanzel mit Schalldeckel entstammt dem frühen 19. Jahrhundert und ist mit einem Aufgang und einem Verschlag für den Geistlichen versehen.
Schnitzfiguren vom Anfang des 16. Jahrhunderts stellen die Marienkrönung und Johannes den Täufer in Lebensgröße dar. Die Brüstungen der Westempore ist mit Bogenstellungen und Wappen des L. von der Groeben versehen und wurde dendrochronologisch auf die Zeit um 1566 (d) datiert.
Die Orgel ist ein Werk von Barnim Grüneberg aus dem Jahr 1891 mit zehn Registern auf einem Manual und Pedal.
Im Turm der Kirche befinden sich zwei Eisenglocken der Firma Schilling und Lattermann (Morgenröthe-Rautenkranz), die 1927 gegossen wurden. Die größere Glocke ist gesprungen.